# Cá heo voi lùn
Cá heo voi lùn (danh pháp hai phần: Feresa attenuata) là một loài động vật thuộc họ Cá heo mỏ. Cá heo voi lùn ước tính số lượng chỉ có 38.900 cá thể trong các vùng nhiệt đới phía đông Thái Bình Dương.